# Peter A. Butler
Peter Anthony Butler (* 22. November 1949) ist ein britischer experimenteller Kernphysiker. Er war Hochschullehrer an der University of Liverpool.
Butler studierte am King’s College London mit dem Bachelor-Abschluss und wurde 1974 an der University of Liverpool promoviert. 1999 wurde er dort Professor. 2015 wurde er emeritiert und war danach Senior Research Fellow.
Er untersuchte die Reflexions-Asymmetrie von Atomkernen und die Struktur sehr schwerer Kerne. Ihm gelang 2013 bei ISOLDE der Nachweis, dass einige Kerne permante Oktupol-Form (anschaulich: Birnenform) haben, zum Beispiel Radium-224 und Radon-220. Das ergab sich aus der Beobachtung der Verteilung der Gammastrahlen bei bestimmten Übergängen und der beobachteten erhöhten Wahrscheinlichkeit von Oktupol-Übergängen. Diese birnenförmigen Kerne sind nach Butler auch ein guter Ansatzpunkt für die Suche nach T-Verletzung bzw. CP-Verletzung in Kernen, was sich an einem permanenten elektrischen Dipolmoment zeigen würde. Dessen Effekt würde in solchen birnenförmigen Kernen verstärkt.
Butler entwickelte Instrumente am Jyväskylä Accelerator Laboratory wie das GREAT Spektrometer, das Übergänge in seltenen Kernen zählt, und SACRED, das atomare Konversionselektronen beobachtet, die aus Kernen hoher Ordnungszahl emittiert werden.
Er war Sprecher verschiedener CERN-Experimente an ISOLDE, wo radioaktive Nuklidstrahlen zur Untersuchung exotischer Kerne verwendet werden. Als er Gruppenleiter bei ISOLDE war, initiierte er das HIE-Isolde Projekt für die Beschleunigung von Radionukliden. Außer am CERN und bei Jysväskylä beriet er auch am Oak Ridge National Laboratory und bei GANIL in Frankreich.
2019 wurde er Fellow der Royal Society. Für 2021 erhielt er die Rutherford Medal and Prize des Institute of Physics, dessen Mitglied (Fellow) er seit 1992 ist. Er ist Ehrendoktor der Universität Jyväskylä (2019).